# Confronto tra chimica e fisica

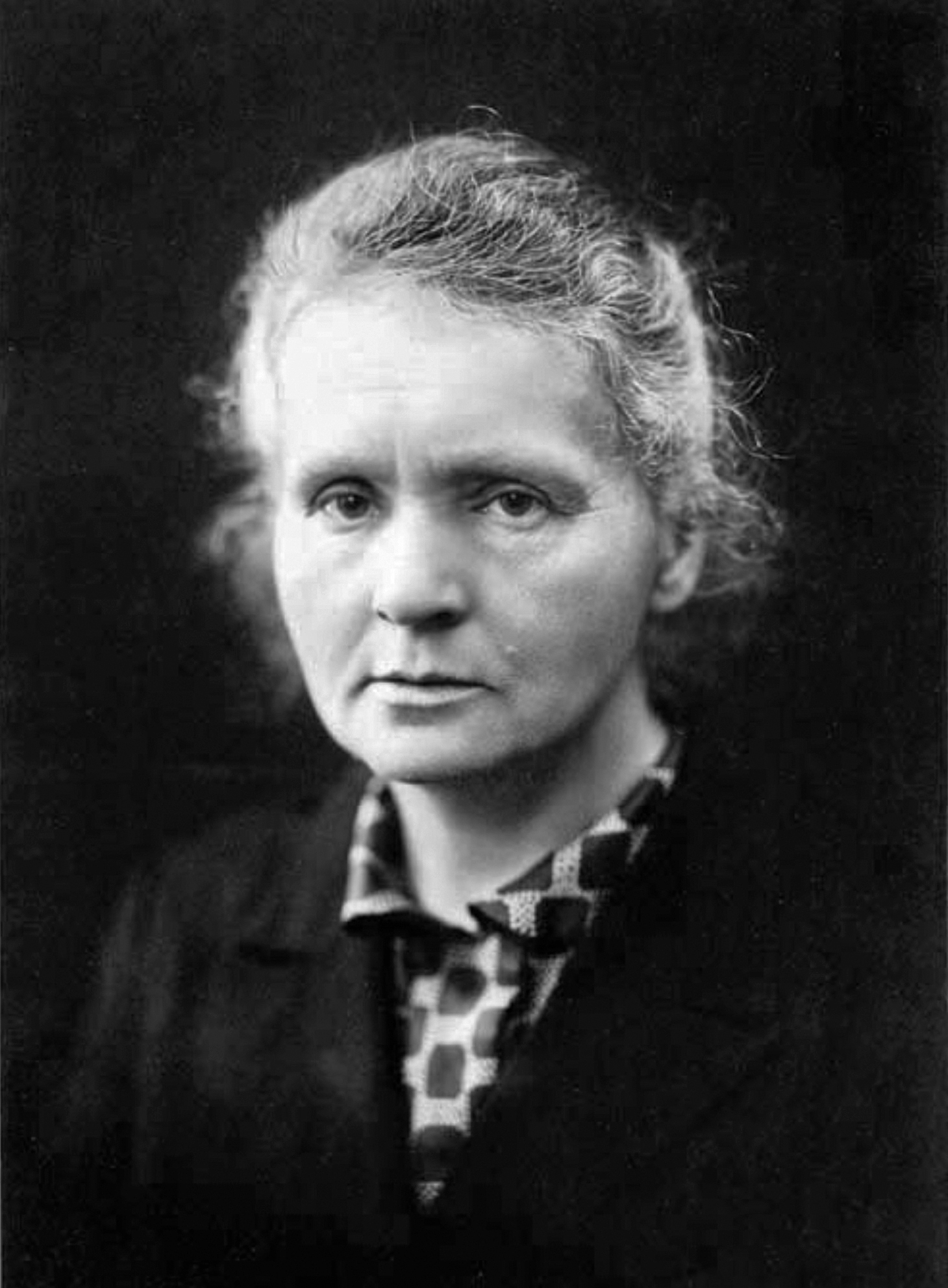
Marie Curie è l'unica scienziata ad aver ricevuto Premi Nobel sia in chimica che in fisica

Chimica e fisica sono entrambi rami della scienza che studiano la natura e la materia. La differenza tra le due risiede nel loro ambito e nel loro approccio. Chimici e fisici ricevono una formazione diversa e hanno diversi ruoli professionali, anche quando operano in squadra. La divisione tra chimica e fisica si attenua in alcune aree di sovrapposizione dei due rami, in particolare in campi come la chimica fisica, la meccanica quantistica, la fisica/chimica nucleare, la scienza dei materiali, la spettroscopia, la fisica dello stato solido, la cristallografia e la nanotecnologia.

## Scopo
Fisica e chimica possono interagire quando il sistema in fase di studio è un materiale comunemente incontrato sulla terra, composto da elettroni e nuclei costituiti da protoni e neutroni. D'altra parte la chimica non è interessata ad altre forme di materia come quark, mu, tauoni e materia oscura, che non partecipano alla trasformazione di un tipo di sostanza in un altro, e che non osserviamo nelle tipiche condizioni terrestri.
Anche se le leggi fondamentali che governano il comportamento della materia si applicano sia in chimica che in fisica, le due discipline sono distinte. La fisica è interessata alla natura da una scala molto grande (l'intero universo), fino ad una scala molto piccola (particelle subatomiche). Tutti i fenomeni naturali (o artificiali) che sono misurabili seguono un comportamento che è in conformità con i principi basilari studiati in fisica.
La fisica è impegnata con i principi fondamentali dei fenomeni fisici e le forze fondamentali della natura, e comprende gli aspetti dello spazio e del tempo. La fisica si occupa anche dei principi fondamentali che spiegano la materia e l'energia, e può studiare gli aspetti della materia atomica, seguendo concetti derivati dai principi fondamentali.
La chimica si concentra su come le sostanze interagiscono tra di loro e con l'energia (per esempio calore e luce). Lo studio sul cambiamento della materia (reazioni chimiche) e sulla sintesi è il cuore della chimica, e dà luogo a concetti come i gruppi funzionali organici e le leggi sulla velocità delle reazioni chimiche. La chimica studia anche le proprietà della materia su una scala più ampia (ad esempio, astrochimica) e le reazioni della materia ad una scala più ampia (ad esempio, la chimica), ma in genere, le spiegazioni e le previsioni sono ricondotte alla struttura atomica di base, dando maggiore importanza ai metodi per l'identificazione delle molecole e ai loro meccanismi di trasformazione di qualunque altra scienza.
La chimica non è una sottodisciplina della fisica, perché essa è diversa dalla fisica in aspetti come l'approccio, l'enfasi (l'ambito di applicazione) e la formazione dei suoi praticanti. La conoscenza ottenuta nello studio sia chimico o fisico può essere utilizzato in un modo più diretto (come scienza applicata) o può essere usato per migliorare la nostra comprensione di alcuni aspetti della natura.

## L'approccio
Sebbene sia la fisica che la chimica siano interessate alla materia e alla sua interazione con l'energia, le due discipline differiscono nell'approccio. In fisica è tipico prescindere dal tipo specifico di materia, e concentrarsi sulle proprietà comuni di diversi materiali. In ottica, per esempio, i materiali sono caratterizzati dal loro indice di rifrazione, e i materiali con lo stesso indice di rifrazione hanno proprietà identiche. La chimica, d'altra parte, si concentra sui composti che sono presenti in un campione, e studia come il modificare la struttura delle molecole cambi la loro reattività e le loro proprietà fisiche.
Le due scienze si differenziano per il ruolo che la teoria svolge all'interno della disciplina. La fisica può essere divisa in fisica sperimentale e teorica. Storicamente la fisica teorica ha previsto correttamente fenomeni che all'epoca erano fuori dalla portata sperimentale e che hanno potuto essere verificati soltanto dopo i progressi delle tecniche sperimentali. In chimica, storicamente il ruolo della teoria è stato retrospettivo poiché riassumendo dati sperimentali prevedeva il risultato di esperimenti simili. Tuttavia, con la potenza crescente dei metodi computazionali in chimica, è diventato possibile prevedere se un ipotetico composto è stabile o no, prima che i dati sperimentali siano disponibili.

## Studi
In un tipico programma di laurea per fisica, i corsi più richiesti sono nelle sottodiscipline della fisica, con l'aggiunta di corsi richiesti in matematica. Poiché gran parte della fisica è costituita da equazioni differenziali riguardanti la materia, lo spazio e il tempo (i principi della dinamica e le equazioni di Maxwell sull'elettromagnetismo), gli studenti devono avere familiarità con le equazioni differenziali.
In un tipico programma di laurea per chimica, l'attenzione è posta sulle classi di laboratorio e sulla comprensione di modelli applicabili che descrivono i legami chimici e la struttura molecolare. Pone l'attenzione anche sui metodi di analisi e sulle formule e le equazioni utilizzate nelle trasformazioni chimiche.
Gli studenti seguono corsi di matematica, fisica, chimica e spesso biochimica. Tra i due programmi di studio, ci sono molti studi in comune (calcolo, fisica introduttiva, la meccanica quantistica, termodinamica). Tuttavia, la fisica pone una maggiore enfasi sulla teoria fondamentale (con il trattamento matematico), mentre la chimica pone maggiormente l'attenzione nella combinazione delle più importanti teorie delle definizioni matematiche con l'approccio ai modelli molecolari.
Le competenze di laboratorio possono differire in entrambi i programmi, in quanto gli studenti possono essere coinvolti in diverse tecnologie, a seconda del programma e dell'istituto di istruzione superiore (per esempio, uno studente di chimica può passare più tempo in laboratorio con oggetti di vetro per la distillazione e purificazione o su uno strumento di cromatografia-spettroscopia, mentre uno studente di fisica può spendere molto più tempo con una tecnologia laser o con qualche circuito elettrico complesso).

## Opportunità di lavoro
Secondo l'Ufficio delle Statistiche del Lavoro (Dipartimento del Lavoro), ci sono 80 000 chimici e 17 000 fisici che lavorano negli Stati Uniti nel maggio 2010. Inoltre, 21 000 chimici e 13 500  fisici insegnano nella scuola superiore. La chimica è l'unica scienza che ha un intero settore, l'industria chimica, che porta il suo nome e molti chimici lavorano in questo settore industriale, nella ricerca e sviluppo, nella produzione, nella formazione e nella gestione. Altre industrie che impiegano i chimici sono quelle che riguardano l'industria ambientale, quella farmaceutica, quella alimentare. Mentre non c'è un'industria che prende il nome dalla fisica, molte industrie sono cresciute dalla ricerca in fisica, in particolare il settore dei semiconduttori e dell'elettronica.

## Argomenti di chimica e fisica
Chimica e la fisica non sono scienze strettamente separate, e chimici e fisici lavorano in squadre interdisciplinari per esplorare i seguenti temi.
- Chimica quantistica
- Spettroscopia
- Termodinamica
- Fisica dello stato solido
- Cristallografia
- Nanomateriali